# Нордстрём, Гуннар
Гу́ннар Нордстрём (фин. Gunnar Nordström, 12 марта 1881 года, Гельсингфорс — 24 декабря 1923 года, Хельсинки) — финский физик-теоретик, автор одной из первых релятивистских теорий гравитации скалярного типа (1912—1914). Теория Нордстрёма в 1910-е годы рассматривалась как серьёзная альтернатива Общей теории относительности Эйнштейна (1915 год), однако не подтвердилась наблюдениями.
За свою короткую жизнь Нордстрём опубликовал 34 статьи на немецком, голландском, финском и родном шведском языках. Нордстрёму принадлежит также первая попытка (1915 год) объединить гравитационное и электромагнитное поля с помощью четвёртого пространственного измерения. Тем самым он предвосхитил идеи теории Калуцы — Клейна (1921 год) и другие варианты единой теории поля.

## Биография

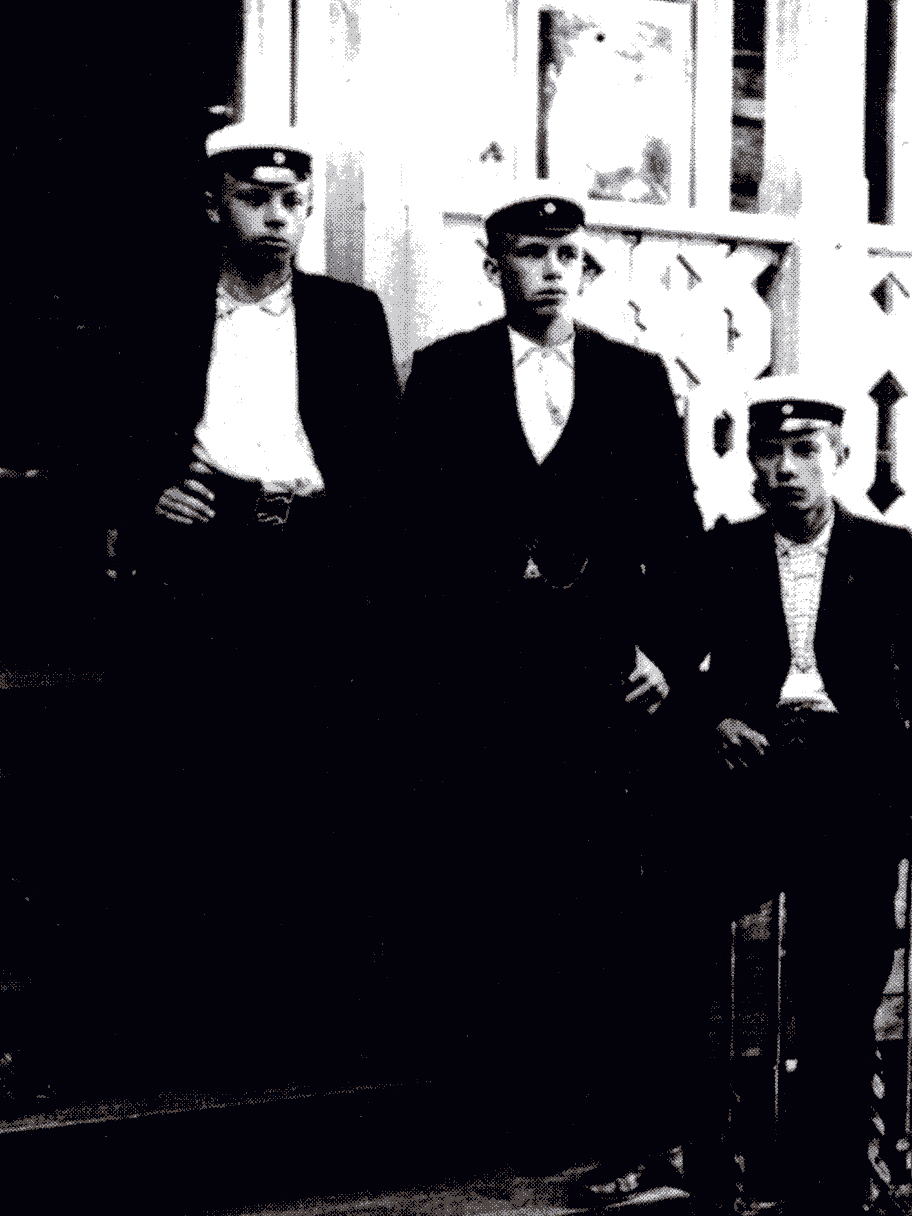
Хельсинки 1900 год. Три выпускника средней школы. Гуннар Нордстрём слева.

Родился в 1881 году в Гельсингфорсе (ныне Хельсинки, в тот период — Российская империя), в семье Эрнста Самуэля Нордстрёма и Алины Софии Хирн. Отец был ректором Университета искусства и дизайна. У Нордстрема был ещё один брат и четыре сестры.
С 1899 по 1905 годы учился в Политехническом училище, где получил диплом инженера. Затем в течение двух лет он учился в университете Гельсингфорса. В апреле 1906 года он приехал в Гёттингенский университет, намереваясь изучать физическую химию у Вальтера Нернста, однако увлёкся новыми открытиями в физике, и в первую очередь — специальной теорией относительности (СТО). В августе 1907 года Нордстрём вернулся в Гельсингфорс и полностью посвятил себя исследованиям в области СТО и релятивистской электродинамике.
В 1909 году он защитил диссертацию на тему «Уравнение энергии для электромагнитного поля движущихся объектов». В следующем году он стал доцентом Хельсинкского университета и до 1918 года преподавал там на кафедре теоретической физики. Часто посещал в эти годы коллег в Гёттингене, Цюрихе, Берлине, Вене и Лейдене.
С помощью Хабера мне удалось оформить разрешение на поездку для Нордстрёма в Финляндию… Теперь он хочет вернуться в Нидерланды, но, к сожалению, я больше не могу с этим справиться. Я надеюсь, ты позаботишься об этом. Это очень срочно, так как г-жа Нордстрём скоро родит, если возможно, в Нидерландах.
В разгар Первой мировой войны, в 1916 году, Нордстрём, использовав российский паспорт, приехал в Лейден (Нидерланды были нейтральной страной), чтобы поработать у Эренфеста. Он пробыл в Лейдене три года. Там он познакомился с голландской студенткой-физиком Корнелией ван Леувен (нидерл. Cornelia van Leeuwen) и вскоре женился на ней (1917). У них родились трое детей: Сванте Гуннар, Харальд Гуннар и Сага Нель.
Во время своего пребывания в Нидерландах Нордстрём поддерживал тесную переписку с Эйнштейном. Связи между Лейденом и Финляндией были прерваны из-за войны, но датский физик Нильс Бор помогал финну получать почту.  Эйнштейн организовал для Нордстрёма поездку в Финляндию, но не смог получить разрешение от Финляндии на возвращение в Нидерланды. Из письма Эйнштейна Максу Борну (см. врезку справа) видно, что Эйнштейн просил Борна уладить этот вопрос.
После войны Нордстрём отказался от профессуры в Берлинском университете в пользу Макса Борна и вернулся с женой в (уже независимую) Финляндию.
В период 1918—1923 годов Нордстрём преподавал физику и механику в Финской высшей технической школе, как тогда называлась бывшая Политехническая школа. В 1920 году (и повторно в 1921 и в 1922 годах) Нордстрём, в числе других физиков, рекомендовал Нобелевскому комитету дать Нобелевскую премию за текущий год Альберту Эйнштейну.
Умер 24 декабря 1923 года от пернициозной анемии. Возможно, болезнь была вызвана воздействием радиоактивных веществ, с которыми он неоднократно проводил эксперименты.

## Научная деятельность
В 1912 году Нордстрём опубликовал одну из первых релятивистских теорий гравитации скалярного типа. В отличие от всех предшественников, включая теории Пуанкаре — Минковского, Нордстрём предложил Лоренц-ковариантные уравнения гравитационного поля; они представляли собой четырёхмерное обобщение уравнения Пуассона. Особенностью подхода Нордстрёма было стремление сохранить постоянство скорости света, как было в СТО (у Эйнштейна скорость света неизменна лишь при отсутствии гравитации).
Копию статьи ещё до её опубликования Нордстрём послал Эйнштейну, в дальнейшем между ними завязалась оживлённая переписка. Эйнштейн относился к Нордстрёму с глубоким уважением. В дополнении при корректуре Нордстрём сообщал о реакции Эйнштейна на эту статью.

Он пришёл к убеждению, что следствия такой теории не могут соответствовать действительности. Он показывает на простом примере, что согласно этой теории некоторая вращающаяся система в поле тяготения будет получать меньшее ускорение, чем невращающаяся.

Летом 1913 года Нордстрём посетил Цюрих,  встретился там с Эйнштейном и обсуждал с ним подходы к проблеме тяготения. В результате в июле Нордстрём подготовил второй вариант своей теории, также скалярный, но уже соответствующий принципу эквивалентности Эйнштейна. Эйнштейн высоко оценил новый вариант теории Нордстрёма, однако отметил несколько её сомнительных мест.
Теория тяготения Нордстрёма не предсказывала никакого искривления световых лучей в поле тяготения, а дополнительное смещение перигелия Меркурия было не только в 6 раз меньше наблюдаемого, но даже имело противоположный знак. По этим причинам теория Нордстрёма была отвергнута. После создания Эйнштейном тензорной теории гравитации (1915 год) Нордстрём признал её преимущества, занялся развитием эйнштейновской теории и опубликовал несколько работ на эту тему, в том числе общерелятивистскую формулировку теории упругости,  точное решение уравнений Эйнштейна для заряженной сферы (решение Райсснера — Нордстрёма), некоторые аспекты проблемы гравитационной энергии.
В своей статье 1915 года Нордстрём предложил добавить к электромагнитному векторному потенциалу пятую координату, представляющую ньютоновский гравитационный потенциал. Фактически это позволяло записать уравнения Максвелла в пяти измерениях; эта идея впоследствии была развита в теории Калуцы — Клейна, предшественнице теории суперструн.

## Основные труды
См. также Список публикаций Гуннара Нордстрёма.
- Nordström G. Zur Elektrodynamik Minkowskis.— Phys. Ztschr., 1909, Bd. 10, S. 681—687.
- Nordström G. Zur elektromagnetischen Mechanik.— Phys. Ztschr., 1910, Bd. 11, S. 440—445.
- Nordström G. Zur Relativitätsmechanik deformierbarer Körper.— Phys. Ztschr., 1912, Bd. 12, S. 854—857.
- Nordström G. Relativitätsprinzip und Gravitation.—Phys. Ztschr., 1912, BU. 13, S. 1126—1129.
- Nordström G. Träge und schwere Masse in der Relativitätsmechanik.— Ann. Phys. 1913, Bd. 40, S. 856—878.
- Nordström G. Zur Theorie der Gravitation vom Standpunkt des Relativitätsprinzips.— Ann. Phys., 1913, Bd. 42, S. 533—554.
- Nordström G. Die Fallgesetze und Planetbewegungen in der Relativitätstheorie. — Ann. Phys., 1914, Bd. 43, S. 1101—1110.
- Nordström G. Über die Möglichkeit, das Elektromagnetische Feld und das Gravitationsfeld zu vereiningen // Phys. Zeitschr.. — 1914. — Vol. 15. S. 504—506.
- Nordström G. Über den Energiesatz in der Gravitationstheorie.— Phys. Ztschr., 1914, Bd. 15, S. 375—380.
- Nordström G. Zur Elektrizitäts- und Gravitationstheorie.— Oefv. Finska Vet. Soc. Foerh., 1914/1915, vol. 57, mem. 4, p. 1—15.
- Nordström G. Über eine mögliche Grundlage einer Theorie der Materie.— Ibid., mem. 28, p. 1—21.
- Nordström G. De gravitatietheorie van Einstein en de mechanica der continua van Herglotz.— Proc. Kon. Akad. Wet. Amsterdam, 1917, vol. 19, p. 884.
- Nordström G. Iets over de massa van een stoffelijk stelsel volgens de gravitatietheorie van Einstein.— Proc. Kon. Akad. Wet. Amsterdam, 1918, vol. 20, p. 1076—1080.
- Nordström G. Een en ander over de energie van het zwaarte krachtsveld volgens de theorie van Einstein.—Ibid., p. 1238—1241.
- Nordström G. Berekening voor eenige bijzondere gevallen volgens de gravitatietheorie van Einstein.—Proc. Kon. Akad. Wet. Amsterdam, 1918, vol. 21, p. 68—72.